# کازالکیو دی رنو
کازالکیو دی رنو (به ایتالیایی: Casalecchio di Reno) یک کومونه در ایتالیا است که در استان بولونیا واقع شده‌است.

## خصوصیات
کازالکیو دی رنو ۱۷ کیلومترمربع مساحت و ۳۵٬۲۵۸ نفر جمعیت دارد و ۶۱ متر بالاتر از سطح دریا واقع شده‌است.

## خواهرخوانده
شهرهای ترنچین و پاپا خواهرخوانده‌های کازالکیو دی رنو هستند.